# Oenino
Oenino ist ein indonesischer Distrikt (Kecamatan) im Westen der Insel Timor.

## Geographie
| „Dorf“ (Desa) | Fläche    | Einwohner | Bevölkerungsdichte |
| ------------- | --------- | --------- | ------------------ |
| Neke          | 31,94 km² | 1.279     | 040                |
| Nordpene      | 30,75 km² | 2.346     | 076                |
| Noenoni       | 36,50 km² | 1.713     | 050                |
| Hoi           | 14,09 km² | 2.643     | 188                |
| Niki-Niki Un  | 10,62 km² | 0.943     | 089                |
| Oenino        | 12,05 km² | 0.991     | 079                |
| Abi           | 19,01 km² | 1.108     | 058                |

Der Distrikt befindet sich im Norden des Regierungsbezirks Südzentraltimor (Timor Tengah Selatan) der Provinz Ost-Nusa-Tenggara (Nusa Tenggara Timur). Im Westen liegt der Distrikt Zentralmolo (Molo Tengah), im Norden Polen, im Osten Ost-Amanuban (Amanuban Timur) und im Süden Kie, Zentral-Amanuban (Amanuban Tengah) und Kuatnana. Im Nordosten grenzt Oenino an den Regierungsbezirk Nordzentraltimor (Timor Utara Tengah) mit seinem Distrikt Noimuti.
Oenino hat eine Fläche von 154,96 km² und teilt sich in die sieben Desa Neke, Nordpene, Noenoni, Hoi, Niki-Niki Un, Oenino und Abi. Die Desa teilen sich wiederum in insgesamt 19 Dusun (Unterdörfer). Der Verwaltungssitz befindet sich in Oenino.  Während sich Abi auf einer Meereshöhe von 307 m befindet, liegen Hoi und Neke auf eine Höhe von 588 m über dem Meer. Das tropische Klima teilt sich, wie sonst auch auf Timor, in eine Regen- und eine Trockenzeit.

## Flora
Im Distrikt finden sich unter anderem Vorkommen von Teak.

## Einwohner
2017 lebten in Oenino 11.014 Einwohner. 5.442 waren Männer, 5.626 Frauen. Die Bevölkerungsdichte lag bei 71 Personen pro Quadratkilometer. Im Distrikt gab es fünf katholische und 24 protestantische Kirchen und Kapellen.

## Wirtschaft, Infrastruktur und Verkehr
Die meisten Einwohner des Distrikts leben von der Landwirtschaft. Als Haustiere werden Rinder (7.114), Pferde (drei), Büffel (zwei), Schweine (6.525), Ziegen (167) und Hühner (13.604) gehalten. Auf 2.440 Hektar wird Mais angebaut, auf 85 Hektar Reis und zwölf Hektar Maniok. Weitere landwirtschaftliche Produkte sind Chili, Avocados, Mangos, Tangerinen, Jackfrüchte, Guaven, Papayas und Bananen. Von Plantagen kommen Kokosnüsse, Pekannüsse, Kapok, Cashewnüsse, Betelnüsse und Kakao.
In Oenino gibt es 13 Grundschulen und drei Mittelschulen. Weiterführende Schulen fehlen in dem Distrikt. Zur medizinischen Versorgung stehen ein kommunales Gesundheitszentrum (Puskesmas), zwei medizinische Versorgungszentren (Puskesmas Pembantu) und drei Hebammenzentren (Polindes) zur Verfügung.